# Pseudokatianna
Genre
Pseudokatianna est un genre de collemboles de la famille des Katiannidae.

## Distribution
Les espèces de ce genre sont endémiques de Nouvelle-Zélande.

## Liste des espèces
Selon Checklist of the Collembola of the World (version du 16 août 2019) :
- Pseudokatianna campbellensis Salmon, 1949
- Pseudokatianna fagophila Salmon, 1946
- Pseudokatianna fasciata (Salmon, 1944)
- Pseudokatianna livida (Salmon, 1943
- Pseudokatianna lutea Salmon, $1946
- Pseudokatianna minuta Salmon, 1946
- Pseudokatianna nigretalba Salmon, 1944
- Pseudokatianna niveovata Salmon, 1946
- Pseudokatianna triclavata Salmon, 1949
- Pseudokatianna triverrucata Salmon, 1944
- Pseudokatianna umbrosalata Salmon, 1946
- Pseudokatianna zebra Salmon, 1946

## Publication originale
- Salmon, 1944 : New genera, species and records of New Zealand Collembola, and a discussion of Entomobrya atrocincta Sohott. Records of the Dominion Museum, Wellington, New Zealand, vol. 1, p. 123-182.